# تیم ویتبی
تیم ویتبی (انگلیسی: Tim Whitby) فیلم‌نامه‌نویس، تهیه‌کننده تلویزیونی و کارگردان تلویزیونی اهل بریتانیا است.
از فیلم‌ها یا مجموعه‌های تلویزیونی که وی در آن‌ها نقش داشته‌است، می‌توان به بی‌حیا و برامول اشاره نمود.